# Sarah Bush Lincoln
Pour les articles homonymes, voir Bush et Lincoln.
Sarah Bush Lincoln (1788-1869) était la femme de Thomas Lincoln, et la belle-mère d'Abraham Lincoln, 16e président des États-Unis.
Après un premier mariage en 1806 dont elle a eu trois enfants (John, Elizabeth et Matilda), son premier mari, gardien de prison, meurt en 1816. Elle se remarie le 2 décembre 1819 avec Thomas Lincoln. Ils s'étaient rencontrés, jeunes, à Elizabethtown dans le Kentucky. Ils déménagent dans l'illinois, où elle élève ses enfants et ceux de Thomas Lincoln dans une cabane qu'elle meuble et pour laquelle elle fait mettre un plancher. D'un caractère rieur, elle est surnommée par Abraham Lincoln "maman ange". Elle l'encourage à lire et apprécie diversement ses traits d'humour (il imite le pasteur de l'église séparatiste baptiste où elle se rend avec son nouveau mari, et, comme elle lui disait qu'avec sa grande taille, il finirait par "salir le plafond s'il ne se lavait pas les cheveux", il s'amuse avec ses amis à y laisser des traces de chaussures). Ses enfants s'installent près d'elle. Elle vit quatre ans après la guerre de sécession et apprend la mort de Lincoln avec émotion 'Mon pauvre Abe, je savais qu'ils le tueraient'.
Le centre médical Sarah Bush Lincoln Health Center a été nommé en sa mémoire.